# Deepwater Horizon (película)
Deepwater Horizon es una película estadounidense de drama y desastre protagonizada por Mark Wahlberg, Dylan O'Brien, Kurt Russell, Gina Rodriguez, Kate Hudson y John Malkovich, dirigida por Peter Berg y escrita por Matthew Sand y Matthew Michael Carnahan. La película está basada en la explosión de la Deepwater Horizon en el golfo de México el 22 de abril de 2010. El rodaje comenzó el 27 de abril de 2015 en Luisiana, Nueva Orleans, y se estrenó el 30 de septiembre de 2016.
Se estrenó en el 2016 Toronto International Film Festival y fue lanzada en los cines de Estados Unidos el 30 de septiembre de 2016. Tuvo en su mayoría críticas positivas y recaudó, hasta el momento, más de USD 70 000 000 a nivel mundial.

## Sinopsis
Basado en los eventos sucedidos en el Golfo de México el 20 de abril de 2010, a 80 km al sur de la costa de Luisiana, cuando ocurre un accidente -parece ser iniciado por una gran burbuja de gas metano y la posterior ignición del petróleo ascendente- que causa una explosión en la plataforma petrolífera (semisumergible de posicionamiento dinámico-satelital) Deepwater Horizon, una de las mayores del mundo de su clase, que estaba perforando en el pozo Macondo (cuya estimación de reservas es de unos 16 millones de metros cúbicos de petróleo, o sea alrededor de 100.000 millones de barriles o más de 13.000 millones de toneladas) en aguas profundas -1660 m y a unos 5600 m en el depósito existente bajo el lecho marino- causándole daños tan irreparables que se incendia y hunde, trayendo consigo la liberación estimada en unas 10.000 toneladas diarias de petróleo en el golfo de México en aguas de Estados Unidos. Ha sido el peor derrame de petróleo nunca antes sucedido, en el cual fallecieron 11 personas y salieron heridas otras 16 (solo superado por el voluntario vertido de Saddam Hussein durante la primera guerra del Golfo). 
La película se inicia con el juicio de lo sucedido, parte que dura muy poco. En el domicilio de Mike, su hijita, a modo de demostración, premonición o elipsis, pincha profundamente con un tubo metálico la parte superior de la lata de un refresco y, al poco, sale el contenido líquido impulsado por el gas, derramándose y extendiéndose sobre la mesa.
Mike y Martina parten cada uno de su casa y, tras ser identificados, esperan en una sala para subir a un helicóptero en el aeropuerto, donde también viajan otros, como Jimmy, para que les lleve a la plataforma. Este, medio en broma, reprocha a un directivo que lleva puesta una corbata color magenta, por corresponder al de la alarma más grave en la plataforma; este se la quita. El helicóptero llega al helipuerto del que está provisto la plataforma y cada uno va a cumplir con sus deberes.
La plataforma llevaba cuarenta y tres días de retraso en completar la perforación -pues su misión es solo perforar para que, luego, otra plataforma de extracción haga ese trabajo-. Ha llegado un alto ejecutivo, Donald Vidrine, para supervisar lo que está sucediendo por el atraso, pues es mucho el dinero que cuesta el arrendamiento de la estructura flotante, más de 500.000 de dólares diarios, a los que hay que sumar los gastos originados por las embarcaciones, helicópteros, personal, etc. Pero le convencen de que la evaluación del cemento, más de 500 pies -1 pie, muy aprox. = 0,3 m, es decir, más de 150 m de recubrimiento, una de cuyas principales funciones es proteger la sarta de perforación contra el aplastamiento, además de reforzar la resistencia ante la presión de estallido-, no había sido evaluada, y que "si el cemento falla, todo falla", reprochándole Jimmy que pretenda ahorrar 125,000 dólares, de una compañía, la BP , cuyo capital es de muchos miles de millones de dólares. El directivo acepta de mala gana. En algunas escenas del fondo del océano se ven lo que parecen ser escapes, de los cuales, en la plataforma, no pueden tener noticia.
Se insiste en que el cemento que recubre el tubo de perforación puede no ser suficiente ante un suelo blando. Las pruebas técnicas del fraguado del cemento no son concluyentes; entonces se hacen unas pruebas de presión negativa, que demuestran que hay un problema serio. Donald Vidrine como supervisor presiona a Jimmy para aprobar la prueba técnica. Ya en esto comienza la tragedia, cuando un operario observa y toca un líquido -seguramente lodo- que sale, al principio lentamente, del exterior del vástago de perforación. Durante la prueba el manómetro de presión alcanza los 1395 libras por pulgada cuadrada de presión. Posiblemente fue el preludio de un escape de gas desde la bolsa bajo el lecho marino que fue el inicial causante de la tragedia. Jimmy, que está duchándose nota cierto temblor e inmediatamente es vapuleado por el gas que estalla y se incendia por todos los lados, hiriéndolo. El largo y pesado brazo de una enorme grúa lo golpea todo con gran estruendo y peligro. Andrea avisa a la Guardia Costera. Una vez extendido el fuego, con buena parte de la plataforma ardiendo y ya algunos fallecidos o -como mínimo- heridos, es cuando Mike Williams toma el mayor protagonismo. Bajadas las balsas salvavidas y cuando ya se han alejado del fuego que rodea la plataforma, Mike que, por el lugar donde estaba no conocía la situación, se encuentra rodeado por fuego en la plataforma y en el mar. Se halla con Andrea acobardada en el borde de la plataforma, pero desde allí no podrían salvarse porque el agua está cubierta por fuego; han de subir más alto y Andrea se pone histérica y entra en pánico. Sólo les queda el riesgo de arrojarse al mar desde gran altura a un lugar libre del fuego en las aguas pero solo el salto puede matarlos a pesar de llevar chalecos salvavidas, pues el agua, desde esa altura es casi cemento. 
Además él sabe que la velocidad con que entrarán hará que se sumerjan demasiado y que, al salir, pueden encontrar fuego. Ella tiene mucho miedo y él la apremia porque teme una gran explosión. Ella se niega y él carga con ella tirándola a las aguas y siguiéndola inmediatamente. Por fortuna salen a flote ambos en una de las zonas libres de fuego y son rescatados. La Guardia Costera observa la imagen satelital; ha enviado barcos y helicópteros. También se ve la preocupación de las esposas, especialmente la de Mike que llama a otras, pues está viendo en televisión lo que sucede. Jimmy pasa lista en el barco auxiliar para conocer quienes han desaparecido.
Termina la película con otra breve parte de una sesión del juicio.

## Reparto
- Mark Wahlberg como Mike Williams.
- Kurt Russell como Jimmy Harrell.
- Gina Rodriguez como Martina Andrea Fleitas.
- Dylan O'Brien como Caleb Holloway.
- John Malkovich como Donald Vidrine.
- Kate Hudson como Felicia Williams.
- Ethan Suplee como Jason Anderson.
- Trace Adkins como padre en hotel.
- Brad Leland como Robert Kaluza.

## Producción
El 8 de marzo de 2011, se anunció que Summit Entertainment, Participant Media e Image Nation habían adquirido los derechos cinematográficos del artículo de The New York Times, Deepwater Horizon's Final Hours, escrito por David Barstow, David S. Rohde y Stephanie Saul, lanzado el 25 de diciembre de 2010, sobre la explosión del Deepwater Horizon y el derrame de petróleo posterior. Matthew Sand fue elegido para escribir el guion, mientras que Lorenzo di Bonaventura estaba en conversaciones para producir la película con su productora, Di Bonaventura Pictures. Summit y Participant Media/Imagenation también financiaron la película. Al adquirir el artículo para desarrollar una película, el Presidente de Participant Media, Ricky Strauss dijo: "Este es un ajuste perfecto para nosotros, una historia de la vida real de suspenso e inspirador de la gente común, cuyos valores se ponen a prueba en un medio ambiente con un inminente desastre."
El 24 de julio de 2012, Ric Roman Waugh estaba en conversaciones con los estudios para dirigir la película, Mark Vahradian también producirá la película junto con Bonaventura, Lions Gate Entertainment también se unió al proyecto para producir y distribuir. El 11 de julio de 2014, se anunció que el director de Cuando todo está perdido, J. C. Chandor, había sido contratado para dirigir la película, cuyo primer borrador del guion fue escrito por Sand y luego Matthew Michael Carnahan escribió el segundo proyecto. A principios de octubre, se confirmó que Summit distribuirá la película, no Lionsgate. El 30 de enero de 2015 se informó de que el director de Lone Survivor, Peter Berg, había reemplazado a Chandor para volver a hacer equipo con Wahlberg en la película. Chandor salió debido a algunas diferencias creativas.

### Casting
El 19 de agosto de 2014, el casting comenzó con el actor Mark Wahlberg añadido para el papel principal en la película. Gina Rodriguez fue incluida el 18 de marzo de 2015 para desempeñar el papel principal femenino en la película, donde Wahlberg interpretaría a Mike Williams, un electricista en la plataforma petrolera Deepwater Horizon, mientras que Rodriguez fue llamada a interpretar a Andrea Fleytas, quien notó fuego en la plataforma y trató de ponerse en contacto con la Guardia Costera. Dylan O'Brien estaba en conversaciones para interpretar a Caleb Holloway, el miembro más joven de la tripulación entre los sobrevivientes, informó Deadline el 10 de abril de 2015. Kurt Russell también se unió a la película el mismo día en que O'Brien estaba en conversaciones, el papel de Russell todavía no fue especificado. Poco después, se confirmó de que John Malkovich interpretará a un representante del BP que subestima los peligros de trabajar en la plataforma. Kate Hudson fue anunciado como miembro del reparto en mayo de 2015, e interpreta a la esposa del personaje de Wahlberg; su papel será el primer emparejamiento en pantalla de Hudson y Russell, quien lo crio como un hijo. El personaje de Wahlberg fue revelado en mayo de 2015, que estaría interpretando al héroe de la vida real Mike Williams.

### Rodaje
La rodaje de la película comenzó el 27 de abril de 2015. Más tarde se anunció oficialmente por Lionsgate el 18 de mayo de 2015, que el rodaje se había iniciado en Nueva Orleans, Luisiana. Escenas en las oficinas de BP han de ser filmadas en Liverpool, Inglaterra en septiembre de 2015, ya que también funciona a menudo como Nueva York.

## Estreno
El 6 de octubre de 2014, Summit Entertainment anunció que Deepwater Horizon tendría un amplio estreno el 30 de septiembre de 2016.

## Premios y nominaciones
| Premio             | Categoría                | Nominado                                                      | Resultado | Ref.   |
| ------------------ | ------------------------ | ------------------------------------------------------------- | --------- | ------ |
| Teen Choice Awards | Actor anticipado         | Dylan O'Brien                                                 | Ganador   | [ 16 ] |
| Premios Oscar 2017 | Mejores efectos visuales | Craig Hammack, Jason H. Snell, Jason Billington y Burt Dalton | Nominada  |        |
| Premios Oscar 2017 | Mejor edición de sonido  | Wylie Stateman y Renee Tondelli                               | Nominada  |        |